# New Power Generation
The New Power Generation, známá také jako NPG, byla v letech 1990 až 2013 doprovodnou kapelou hudebníka Prince. Studiové album před jeho smrtí z roku 2015 bylo Hit N Run Phase Two. Jméno „Welcome To The New Power Generation“ bylo zmíněno v úvodním albu Lovesexy z roku 1988. New Power Generation bylo poprvé použito jako název kapely v roce 1990 ve filmu "Graffiti Bridge" a na doprovodném albu soundtracku se objevila píseň s názvem „New Power Generation“. Když Prince v roce 1993 začal spor s Warnerem Brosem a změnil jméno doprovodné kapely na 3rdeyegirl, NPG se stal Princovým vedlejším projektem, což mu umožnilo uvolnit hudbu mimo jeho smlouvu. Po Princově předčasné smrti v roce 2016 se skupina v roce 2017 znovu sešla na vzpomínkovém turné po USA a Evropě.